# Anuridella calcarata
Anuridella calcarata är en urinsektsart som beskrevs av Denis 1925. Anuridella calcarata ingår i släktet Anuridella och familjen Neanuridae. Inga underarter finns listade i Catalogue of Life.